# Fråga doktorn
Fråga doktorn är ett hälsoprogram som visas i SVT sedan 2003. Suzanne Axell var programledare från hösten 2003 fram till början av 2021. Första säsongen var däremot Lars-Gunnar Olsson programledare. I programmet diskuteras psykiska, fysiska, fysiologiska och neuropsykiatriska tillstånd. I varje program deltar en expert och personer som själva har erfarenhet eller kunskap om det aktuella ämnet. Tittarna har möjlighet att ställa frågor och få svar under sändningens gång.
Mellan åren 1991-2002 sändes programmet Livslust med Ulf Schenkmanis, som lade ner när han pensionerades, och det ersattes av Fråga doktorn. Programmet sänds från Umeå, efter att tidigare ha sänts från Norrköping och innan dess från Karlstad. Fast husläkare i programmet var till och med 2018 Gunilla Hasselgren. Därefter vidtog Karin Granberg. I premiärprogrammet av Fråga doktorn informerades om hjärtinfarkter hos äldre och om hur stress påverkar immunförsvaret.
Från och med 2024 tog Jens Persson, specialist i allmänmedicin och tidigare hockeyspelare i Björklöven, över som doktor i programmet.
År 2021 lanserade SVT en spinoff, Fråga doktorn hälsa, också den med Karin Granberg som doktor och med Sofia Rågenklint som programledare. Den ska fokusera på hur man ska leva för att undvika att bli sjuk.